# Церква Чуда Архангела Михаїла (Феофанія)
Церква Чуда Архангела Михаїла  — православний храм у Феофаніївському скиті на околиці Києві, збудований у 1802—1803 роках та зруйнований у 1930 році.

## Історія
Храм було зведено єпископом Феофаном у 1802—1803 роках. Первісно це була невелика дерев'яна церква при архієрейському домі.
З 1808 по 1821 роки був парафіяльним храмом с. Пирогів.
У 1860-х роках храм було відремонтовано та прикрашено новими іконами.
Наприкінці XIX ст. храм було реконструйовано, обкладено цеглою, прибудовано ризницю та пономарню.
Церква увінчувалася двома невеликими банями. Довжина становила 27 м, ширина 8 м.
Святинею храму була Єрусалимська ікона Божої Матері.
Храм діяв до вересня 1930 року і невдовзі після закриття був знищений.
В той самий час було знищено ще один храм обителі — церкву Володимирської ікони Божої Матері.